# Європейський Союз проти «Майкрософт»
Європейський Союз проти «Майкрософт» (англ. Microsoft Corp. v. Commission) — справа, яка була порушена Європейською комісією Європейських Спільнот проти компанії Microsoft за зловживання своїм домінуючим становищем на ринку у відповідності з антимонопольним законодавством. Справа почалася у 1993 році з позову фірми «Новелл» проти ліцензійної політики компанії «Microsoft». Після суду опублікували деяку інформацію, що стосується серверних продуктів компанії «Майкрософт» і випустити версію Microsoft Windows, що не включає як обов'язковий компонент програвач медіа-файлів Windows Media Player.

## Початковий позов
Усе почалось з 1993 року, коли компанія «Новелл» заявила, що «Майкрософт» витісняє конкурентів з ринку антизаконодавчими методами. Це стосувалося у першу чергу ліцензійної політики, яка вимагала відрахувань за кожен комп'ютер, проданий постачальниками операційних систем фірми «Майкрософт», незалежно від того, чи була Microsoft Windows встановлена на комп'ютері. У 1994 році «Майкрософт» прийшла до угоди з позивачем, внісши зміни у свою ліцензійну практику.
У 1998 році позов підтримала компанія «Сан», посилаючись на недокументованість деяких інтерфейсів Windows NT. Через деякий час комісія Європейського Союзу почала розслідування яким чином технології потокового відео інтегровані в ОС Windows.

## Судове рішення
Європейський союз постановив вирішення цієї справи у 2003 році, зобов'язавши компанію «Майкрософт» випустити на ринок версію Windows, без Windows Media Player, а також розкрити інформацію, необхідну для того, щоб інші мережеві продукти змогли повноцінно взаємодіяти та конкурувати з серверними та настільними версіями ОС Windows.У березні 2004 року Європейський союз зобов'язав «Майкрософт» виплатити € 497 млн.($ 794 млн або 381 млн фунтів стерлінгів). Це був найбільший штраф, коли було призначено Європейським Союзом на той момент. У 2004 році європейським комісаром з питань конкуренції була назначена Нейлі Кроес. Її першим завданням на цій посаді було спостереження за виконанням санкцій, щодо «Майкрософт». Кроес заявила, що вона вважає відкрите програмне забезпечення кращим, ніж пропрієтарне.

## Подальші події справи
У червні 2006 року «Майкрософт» заявила, що почала постачати Європейський союз необхідною інформацією, проте, згідно BBC, Європейський союз відзначив, що це було зроблено занадто пізно. Тому, 12 липня 2006 Європейський союз оштрафував «Майкрософт» додатково на € 280,5 млн. (US $ 448,58 млн.), € 1,5 млн. (US $ 2,39 млн.).Європейський союз пригрозив підвищити штраф до € 3 млн.($4810000) в день до 31 липня 2006 року, якщо «Майкрософт» не вкладеться у цей термін.17 вересня 2007 апеляція «Майкрософт» проти комісії Європейського союзу була відхилена. Сума штрафу € 497 млн була підтверджена, як і вимоги, що стосувалися взаємодії з сервером і вбудованого медіа-програвача. На додаток, «Майкрософт» має сплатити 80% судових витрат Європейського союзу, а Європейський союз — 20% судових витрат «Майкрософт». Проте, апеляційний суд відхилив вимогу Комісії про те, щоб наглядовий піклувальник надалі мав необмежений доступ до даних про внутрішню організацію компанії. 22 жовтня 2007 «Майкрософт» оголосила, що вона погодиться з рішенням суду і не подаватиме повторну апеляцію."Майкрософт" оголосила, що вимагатиме 0,4% виручки (замість 5,95%) як відрахування за ліцензування тільки від комерційних постачальників сумісного програмного забезпечення і обіцяла не брати відрахувань з індивідуальних розробників відкритого програмного забезпечення. Інформація, необхідна для забезпечення сумісності доступна за одноразову плату в розмірі € 10 000 (US $ 15 992).
27 лютого 2008 ЄС оштрафував «Майкрософт» додатково на € 899 млн. (US $ 1,44 млрд.) за відмову підкоритися антимонопольному рішенню від березня 2004 року. Цей штраф став найбільшим за всі 50 років антимонопольної політики ЄС і залишався рекордним до 2009 року, коли Європейська комісія оштрафувала компанію «Інтел» на € 1,06 млрд. ($ 1,45 млрд.) за антиконкурентні дії на ринку. Останнє рішення суду за непокору компанії «Майкрософт» передував штраф € 280 500 000 за період з 21 червня 2006 року по 21 жовтня 2007. 9 травня 2008 «Майкрософт» подала апеляцію до Європейського суду першої інстанції, вимагаючи скасування штрафу € 899 млн, офіційно заявивши, що вона мала намір вжити «конструктивні зусилля, щоб домогтися ясності від суду».
У щорічному звіті за 2008 рік компанія "Майкрософт" заявила 
Європейська комісія уважно вивчає структуру об'ємних продуктів «Майкрософт» та умови, на яких ми надаємо деякі технології, використовувані в цих продуктах, таких як формати файлів, програмні інтерфейси і протоколи, іншим компаніям. У 2004 році Комісія зобов'язала нас створити нові версії ОС Windows, які не включають деякі мультимедіа — технології, і забезпечити наших конкурентів специфікаціями, з метою використання деяких пропрієтарних комунікаційних протоколів Windows, в їх власних продуктах. Втручання Комісії в розробку продуктів може обмежити нашу здатність до впровадження інновацій в Windows, або інші продукти в майбутньому, зменшить привабливість платформи Windows, для розробників і збільшить вартість розробки наших продуктів. Доступність ліцензій на протоколи і формати файлів можуть дозволити конкурентам розробляти програмні продукти, краще імітують функціональність наших власних продуктів, що призведе до падіння продажів наших продуктів.

## Пов'язані розслідування
У травні 2008 року ЄС оголосив, що він збирається розслідувати підтримку формату OpenDocument в Microsoft Office.
У січні 2009 року Європейська комісія оголосила, що вона проведе розслідування, що стосується включенню браузера Internet Explorer до складу операційної системи Microsoft Windows, зазначивши: «Прив'язка фірмою» Майкрософт «браузера Internet Explorer до Windows шкодить конкуренції між браузерами, підриває інновацію продуктів і в кінцевому підсумку зменшує вибір споживача». 16 грудня 2009 ЄС дозволив вибір конкуруючих браузерів за умови, якщо «Майкрософт» забезпечить «вікно вибору», що дозволяє користувачеві вибрати один з 12 популярних браузерів, розташованих у випадковому порядку.У список включені наступні браузери:
- Avant
- Chrome
- Firefox
- Flock
- GreenBrowser
- Internet Explorer
- K-Meleon
- Maxthon
- Opera
- Safari
- Sleipnir
- Slim